# Шевченківська сільська рада (Васильківський район, Дніпропетровська область)
Шевче́нківська сільська́ ра́да — орган місцевого самоврядування в Васильківському районі Дніпропетровської області. Адміністративний центр — село Шевченкове.

## Загальні відомості
- Населення ради: 1 571 особа (станом на 2001 рік)

## Населені пункти
Сільській раді підпорядковані населені пункти:
- с. Шевченкове
- с. Краснощокове
- с. Свиридове
- с. Хуторо-Чаплине

## Склад ради
Рада складається з 16 депутатів та голови.
- Голова ради: Чепеленко Наталя Олександрівна
- Секретар ради: Колодуб Алла Іванівна

### Керівний склад попередніх скликань
| Прізвище, ім'я, по батькові    | Основні відомості                                                         | Дата обрання | Дата звільнення |
| ------------------------------ | ------------------------------------------------------------------------- | ------------ | --------------- |
| Глагольєв Олег Володимирович   | Сільський голова, 1972 року народження, безпартійний                      | 26.03.2006   | 31.10.2010      |
| Чепеленко Наталя Олександрівна | Сільський голова, 1974 року народження, освіта вища, член Партії регіонів | 31.10.2010   |                 |

Примітка: таблиця складена за даними сайту Верховної Ради України

### Депутати
За результатами місцевих виборів 2010 року депутатами ради стали:

#### За суб'єктами висування
| Суб'єкт висування           | Кількість обраних депутатів | %    |
| --------------------------- | --------------------------- | ---- |
| Партія регіонів             | 13                          | 81,3 |
| Самовисування               | 2                           | 12,5 |
| Комуністична партія України | 1                           | 6,3  |

#### За округами
| № округу                    | Прізвище, ім'я, по батькові     | Дата визнання обраним | Освіта             | Партійна приналежність            | Відомості про обраного депутата                                 |
| --------------------------- | ------------------------------- | --------------------- | ------------------ | --------------------------------- | --------------------------------------------------------------- |
| Комуністична партія України |                                 |                       |                    |                                   |                                                                 |
| 8                           | Чумак Юрій Іванович             | 03.11.2010            | середня спеціальна | член Комуністичної партії України | Шевченківська загальноосвітня школа, вчитель                    |
| Партія регіонів             |                                 |                       |                    |                                   |                                                                 |
| 1                           | Колодуб Алла Іванівна           | 03.11.2010            | середня спеціальна | член Партії регіонів              | Шевченківська сільська рада, землевпорядник                     |
| 2                           | Рябчинська Світлана Миколаївна  | 03.11.2010            | середня            | член Партії регіонів              | тимчасово не працює                                             |
| 4                           | Лисюк Вадим Володимирович       | 03.11.2010            | вища               | член Партії регіонів              | фермерське господарство “Топаз", голова                         |
| 5                           | Чепеленко Олександр Вікторович  | 03.11.2010            | вища               | член Партії регіонів              | приватний підприємець                                           |
| 6                           | Глагольєва Світлана Миколаївна  | 03.11.2010            | вища               | член Партії регіонів              | Шевченківська загальноосвітня школа, директор                   |
| 7                           | Саранчук Ольга Іванівна         | 03.11.2010            | вища               | позапартійна                      | Шевченківська загальноосвітня школа, вчитель                    |
| 10                          | Старишко Віталій Іванович       | 03.11.2010            | вища               | член Партії регіонів              | селянське фермерське господарство “Прогрес", заступник голови   |
| 11                          | Лук’янова Ірина Григорівна      | 03.11.2010            | вища               | член Партії регіонів              | Хуторо-Чаплинська загальноосвітня школа, вчитель                |
| 12                          | Питайло Алла Анатоліївна        | 03.11.2010            | середня            | член Партії регіонів              | селянське фермерське господарство “Прогрес", працівниця         |
| 13                          | Питайло Валентина Іванівна      | 03.11.2010            | вища               | член Партії регіонів              | селянське фермерське господарство “Прогрес", головний бухгалтер |
| 14                          | Неділько Олександр Миколайович  | 03.11.2010            | вища               | член Партії регіонів              | тимчасово не працює                                             |
| 15                          | Помазан Валентина Володимирівна | 03.11.2010            | середня спеціальна | член Партії регіонів              | Шевченківська сільська рада, діловод                            |
| 16                          | Таращук Зоя Іванівна            | 03.11.2010            | середня спеціальна | член Партії регіонів              | Чаплинська медична амбулаторія, медична сестра                  |
| Самовисування               |                                 |                       |                    |                                   |                                                                 |
| 3                           | Нікуліна Любов Михайлівна       | 03.11.2010            | середня            | позапартійна                      | Придніпровська залізниця, прибиральниця                         |
| 9                           | Кравцов Михайло Іванович        | 03.11.2010            | середня            | член Партії регіонів              | охоронець                                                       |